# Diert

Familiewapen van Diert

Diert (ook: Diert van Melissant en: Diert dit de Kerkwerve) is een Nederlands geslacht waarvan leden vanaf 1815 tot de Nederlandse adel behoren en welke tak in 1902 uitstierf; de Belgische adellijke tak stierf uit in 1871.

## Geschiedenis

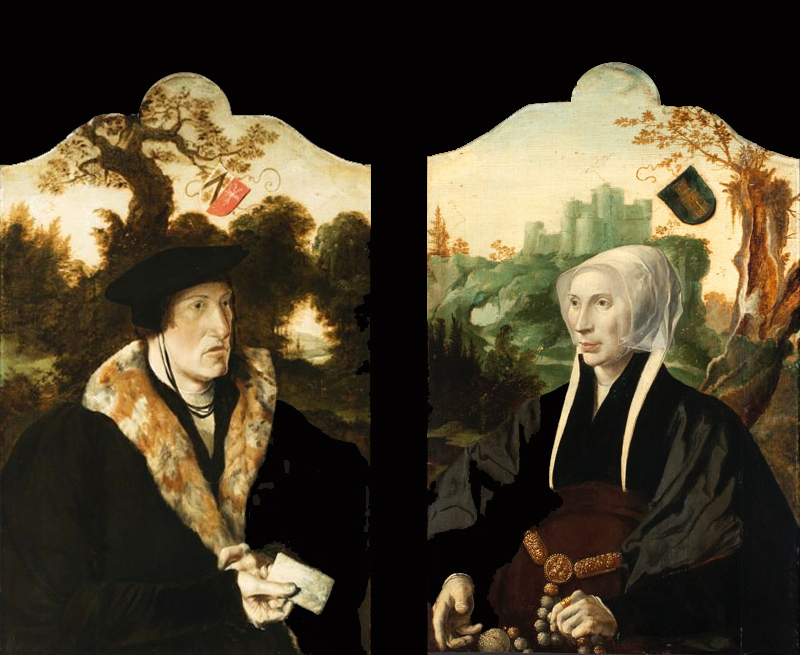
Jan Claesz Diert [van Haerlem], burgemeester van Gouda, en zijn echtgenote Emmetje Teunisdr. van Souburgh door Maarten van Heemskerck

De bewezen stamreeks begint met de in 1500 in Londen overleden Claes Diert Jansz. Zijn zoon, Jan Diert (†1574) was onder andere burgemeester van Gouda. Hij en zijn eerste vrouw, Emme 't Hoen van Souburgh (circa 1501-1563) werden beiden geportretteerd door — toegeschreven aan — Maarten van Heemskerck.
In 1717 kwam de heerlijkheid Melissant c.a. in bezit van dit geslacht die vervolgens overging op nakomelingen in de geslachten Thijssen en Van Voorst tot Voorst.
Een nakomeling van hen, Jacobus Petrus Yvo (1774-1847) werd in 1815 als eerste van het geslacht verheven in de Nederlandse adel. De kinderen van Johannes Gerardus baron Diert, heer van Kerkwerve (1759-1828) waren gevestigd in België en opteerden (allen?) voor de Belgische nationaliteit. De adellijke takken stierven in 1902 uit.

## Enkele telgen
Jan Diert, geboren vermoedelijk te Haarlem, schepen en burgemeester van Gouda, overleden te Gouda in 1574, huwt met Emmetje Dirksz Thoen van Souburch, dochter van Dirck Govertszn. Thoen van Souburgh en Diewertje van der Graft, overleden te Gouda op 8 februari 1563, begraven te Gouda. Zie voor dit echtpaar het uitvoerige artikel van Bart Ibelings in Tijdinge 2016 met de titel "Jan Claesz. Diert van Haerlem (ca. 1497 Londen – 1574 Gouda) en zijn familie".
- Jan Jansz. Diert, gedoopt te Gouda op 1 augustus 1529, begraven te Gouda op 2 december 1582, trouwt met Catharina Goverts van Slingelandt, dochter van Govert van Slingelandt en Anna Jansdr. van Leeuwen, geboren in 1538, overleden (ongeveer 67 jaar oud) circa 1605. Uit dit huwelijk: 
  - Dirk Jansz. Diert , gedoopt te Gouda op 10 juli 1568 (getuigen: Claes Diert, Dirk Govertsz Slingeland en Jannetje Laurens), Heemraad van de Landen van Stein, begraven te Gouda op 2 juli 1606. Hij huwt te Rotterdam op 28 april 1596 met Catharina Katrijn Kievit (Kyevits), dochter van Frans Corneliszn Kievit en Adriana Pietersdr. de Vet, geboren te Rotterdam in 1572, overleden (ongeveer 53 jaar oud) circa 1625. Uit dit huwelijk:
    - Dirk Diert, geboren te Gouda (maar woonde ten tijde van zijn huwelijk te Rotterdam) op 28 juli 1606 vlak nà het overlijden van zijn vader; zijn voogden waren Gerrit van Slingeland en de oud-burgemeester van Gouda Pieter Cincq Harmansz, overleden (44 jaar oud) te Rotterdam op 25 september 1650, begraven te Rotterdam in de Grote Kerk,  trouwt (resp. 34 en 19 jaar oud) te Delft met Anna Jorisdr. van Waelsdorp, dochter van Joris Corneliszn van Waelsdorp en Anna Claesdr van Wonder, geboren te 's Gravenhage op 6 juni 1621, overleden (57 jaar oud) te Rotterdam op 29 maart 1679, begraven te Rotterdam in de Grote Kerk (zuidpand 224. Uit dit huwelijk (waarbij wordt aangenomen dat dit kind Joris Diert als enige het geslacht Diert voortzet): 
      - Joris Diert (1647-1709), advocaat voor het Hof van Holland, geboren te Rotterdam op 11 april 1647, gedoopt te Rotterdam door pater Delis (getuigen: Ellert Ooms en Grietje van Zoelen), overleden (61 jaar oud) te Rotterdam op 1 maart 1709. In ondertrouw op 20 april 1674 (huwelijkse voorwaarden op 19 april 1674 van de zijde van de bruid vastgesteld door Bernardus van Outheusden gehuwd met Agatha Kievit), trouwt (resp. 27 en 19 jaar oud) te Rotterdam op 7/9 mei 1674, met Theodora Versijden, dochter van Johan Jasper Versijden en Apollonia Prins, geboren te Rotterdam op 1 december 1654, overleden (62 jaar oud) te 's Gravenhage op 11 januari 1717.Uit een sententie van het Hof van Holland van 13 juni 1707 zou bewezen zijn dat Joris Diert in rechte lijn afstamt van Nicolaes Diert en Barbara van Leyden. Hiervoor is geen bewijs gevonden. 
        - Johannes Diert, vrijheer van Melissant, heer van de St. Elisabethspolder en de vijf Gorsen, Noordschorre en Wellenstrijpe, geboren te Rotterdam, gedoopt te Rotterdam op 11 december 1694 (getuigen: Johannes Versijden en Elisabeth Prins), overleden (ongeveer 52 jaar oud) te 's Gravenhage op 16 november 1747, in ondertrouw te Breda op 4 mei 1717, trouwt (resp. ongeveer 22 en ongeveer 21 jaar oud) te Leiden op 7 mei 1717, kerkelijk huwelijk te Breda op 25 mei 1717 (getuigen: Gerardus van Beeck en Mej. Theodora Diert) met Catharina Goverdina van Beeck, dochter van Gerard Ignatius van Beeck (rentmeester van abdis van Thorn in Breda) en Christoffelina Isabella Breeman, geboren te Breda, gedoopt te Breda (kerk in de Nieuwstraat) op 7 maart 1696 (getuige: Joannes Augustinus de Crom en Catharina Cools), overleden (ongeveer 48 jaar oud) te 's Gravenhage op 20 juni 1744. Uit dit huwelijk 12 kinderen, hierna 4 genoemd: Maria Anna Diert, Gerardus Diert, Theodorus Diert en Petronella Diert..
          - Maria Anna Diert, gedoopt te 's Gravenhage Pastoorskerk op 1 augustus 1719, overleden (ongeveer 54 jaar oud) te Brussel op 18 april 1773, begraven St. Gudele, trouwt (beiden ongeveer 24 jaar oud) te Rotterdam op 20 oktober 1743, kerkelijk huwelijk te 's Gravenhage in de Pastoorskerk op 21 oktober 1743 met Hendrik Jacobus van Outheusden, heer van Zevenhuizen, zoon van Anthonie van Outheusden en Dymphna Roos, gedoopt te Rotterdam (Slijkvaart) op 13 mei 1719 (getuigen: Maria van der Dussen en Henricus Roos), overleden te Wateringen op 3 september 1783. Uit dit huwelijk 6 kinderen, waaronder Jacobus Franciscus Xaverius van Outheusden, gedoopt te Brussel op 5 december 1755, lid van de ridderschap en de Staten van Brabant, overleden te Brussel op 12 december 1816, trouwt te Brussel op 17 april 1787 met Anna Maria de Roest van Alkemade, dochter van Jacobus Theodorus de Roest van Alkemade en Elisabeth Maria Cornelia Oem van Moesenbroeck, gedoopt te Dordrecht op 27 december 1766, overleden (ongeveer 66 jaar oud) te Schaarbeek op 24 juli 1833.
          - Gerardus Petrus (Josephus) Diert, heer van Melissant, vrijheer van Hoogmade, overleden (66 jaar oud) te Leuven (B) op 6 augustus 1788, ondertrouw te Aarle Rixtel op 10 oktober 1753, trouwt (resp. 31 en ongeveer 20 jaar oud) te Aarle Rixtel op 20 oktober 1753 met Juliana Philippina van Leefdael, dochter van Rogier van Leefdael en Johanna Petronella Adriana Catharina Molemakers, gedoopt te Aarle Rixtel op 5 juni 1733, overleden (ongeveer 78 jaar oud) te 's Gravenhage op 14 januari 1812, begraven aldaar op 18 januari 1812. De zus van Juliana van Leefdael, t.w. Maria Theresia Francisca van Leefdael overleed aldaar ongehuwd op 6 augustus 1835 als laatste van het geslacht Van Leefdael.
            - Catharina Joanna Diert, geboren te 's Gravenhage op 11 augustus 1754, overleden (71 jaar oud) te Rotterdam op 17 februari 1826, huwt te 's Gravenhage op 17 augustus 1789 met Antonius Petrus van der Kun, zoon van Cornelis van der Kun (wijnkoper) en Maria Petronella Boes, geboren te Rotterdam in 1751, gedoopt te Rotterdam de Steiger op 2 januari 1751, wijnkoper, raad en vroedschap Rotterdam (vice-consul van Spanje 1789-1808), overleden (ongeveer 57 jaar oud) te Rotterdam op 23 augustus 1808, begraven te Rijswijk (ZH). Antonius Petrus van der Kun is in een eerder huwelijk op 13 juni 1779 te Leiden gehuwd met Johanna Catharina Maria van Bommel, dochter van Martinus Theodorus van Bommel (textielfabrikant) en Gertrudis Elisabeth Schoneus, gedoopt te Leiden op 2 september 1760, overleden (ongeveer 26 jaar oud) te Rotterdam op 5 november 1786. Uit dit laatste huwelijk 5 kinderen, waaronder: 
              - Cornelis Josephus Petrus van der Kun, geboren te Rotterdam op 13 februari 1780, wijnkoper aldaar en lid fa. Corns. van der Kun, overleden (33 jaar oud) te Rotterdam op 13 februari 1813, trouwt (resp. 24 en ongeveer 20 jaar oud) te Zwolle op 28 juli 1804 met Clara Elisabeth Helmich, dochter van Michael Helmich en Joanna Maria van Grootvelt, geboren te Zwolle, gedoopt te Zwolle op 24 september 1783, overleden (ongeveer 53 jaar oud) te 's Gravenhage op 15 september 1837. Uit dit huwelijk 6 kinderen. Zij hertrouwde te Zwolle op 1 maart 1821 met Jacobus Petrus Yvo Diert van Melissant, zoon van Gerard Petrus Joseph Diert en Juliana Philippina van Leefdael, geboren te 's Gravenhage, gedoopt te 's Gravenhage op 13 januari 1774, rechter rechtbank en Hoge Raad te Den Haag tevens regent van het Hofje van Hoogelande te Den Haag gedurende de periode 1818-1847, overleden (ongeveer 73 jaar oud) te 's Gravenhage op 17 oktober 1847. Uit huwelijk Van der Kun-Helmich:
                - Aleida Gijsberta van der Kun, geboren te Rijswijk (ZH) op 19 juli 1811, overleden (74 jaar oud) te Zwolle op 23 november 1885, trouwt (resp. 28 en ongeveer 32 jaar oud) te 's Gravenhage op 19 november 1839 met Johan Nicolaas Joseph Heerkens, zoon van Franciscus Philippus Antonius Heerkens (president rechtbank) en Maria Christina Rijseveld, gedoopt te Zwolle op 22 juli 1807, raadsheer gerechtshof te Zwolle, overleden (ongeveer 59 jaar oud) te Zwolle op 21 juni 1867. Uit dit huwelijk 3 dochters, waaronder:
                  - Clara Francisca Maria Heerkens, vrouwe in Melissant-Noorderschorre-en-Wellestrijpe en St. Elisabeth’s Polder, geboren te Zwolle op 27 januari 1841, overleden (72 jaar oud) te Arnhem op 30 november 1913, trouwt (resp. 22 en 32 jaar oud) te Zwolle op 26 augustus 1863 met Henricus Franciscus Thijssen, zoon van Henricus Franciscus Thijssen (stadsgeneesheer A'dam en hoogleraar) en Maria Theresia ten Sande (regentes R.K. Maagdenhuis te Amsterdam), geboren te Amsterdam op 11 september 1830, geneesheer, overleden (84 jaar oud) te Arnhem op 11 februari 1915. Uit dit huwelijk 3 kinderen. De titel van de heerlijkheid Melissant c.a.   kwam in het geslacht Heerkens Thijssen:
                    - Joan Nicolaas Joseph Eduard Heerkens Thijssen, heer in Melissant-Noorderschorre-en-Wellestrijpe en St. Elisabeth’s Polder (naamswijziging Thijssen in Heerkens Thijssen K.B. 1 april 1911, nr. 44), zoon van Henricus Franciscus Thijssen (geneesheer) en Clara Francisca Maria Heerkens, geboren te Arnhem op 27 juni 1866, advocaat en procureur te Arnhem 1891-1895, commies te Arnhem en prov. griffie van Noord-Holland 1895-1903, voorzitter raad van beroep ongevallen verzekering te Haarlem 1903-1927, lid gemeenteraad 1902-1931 en wethouder 1915-1931 van Haarlem, Iid Prov. Staten van Noord-Holland 1904-1922, lid Eerste Kamer der Staten-Generaal 1922-1935. wnd. burgemeester van Schoten 1923-1927, overleden (77 jaar oud) te Haarlem op 13 januari 1944. Hij trouwt (resp. 32 en 30 jaar oud) te 's Gravenhage op 24 november 1898 met Laura Francisca Johanna Maria van der Kun, dochter van Leopold Gerard Louis van der Kun en Cornelia Maria Johanna Wilhelmina Fuchs, geboren te 's Gravenhage op 22 september 1868, overleden (67 jaar oud) te Haarlem op 14 augustus 1936.
                      - Henricus Franciscus Heerkens Thijssen, heer van Melissant, Noorderschorre, en Wellestrijpe en St. Elisabethspolder, geboren te Haarlem op 28 februari 1904, makelaar in assurantiën, overleden (71 jaar oud) te Haarlem op 12 mei 1975, trouwt (resp. 26 en 27 jaar oud) (1) te Bloemendaal op 27 mei 1930 met Anna Paulina Ernestina Maria van der Kun, dochter van Leopoldus Emilius Johannes Maria van der Kun (wijnkoper attaché te Brussel 1914-1923) en Maria Petronella Johanna Rijckevorsel, geboren te 's Hertogenbosch op 13 november 1902, overleden (69 jaar oud) te Haarlem op 23 februari 1972. Hij trouwt (resp. 69 en 73 jaar oud) (2) te Bloemendaal op 27 april 1973 met Clementine Frederica Elisabeth Marie van Voorst tot Voorst, dochter van Louis Francois Joseph Marie van Voorst tot Voorst (notaris en diverse openbare functies, o.a. 1e en 2e Kamer der StGen) en Antoinette Ernestine Ada Maria barones Hövell van Wezeveld en Westerflier, geboren te Arnhem op 3 juli 1899, overleden (91 jaar oud) te Deventer op 3 juli 1990. Uit het eerste huwelijk:
                        - Henricus Franciscus Heerkens Thijssen, heer van Melissant, geboren te Bloemendaal op 9 juni 1931, makelaar in assurantiën, trouwt (resp. 30 en 23 jaar oud) te 's Hertogenbosch op 2 september 1961 met Carolina Martina Josepha Maria Schölvinck, dochter van Louis Willem Bernard Maria Schölvinck (public relations officer N.V. Unox te Oss) en Maria Immaculata Josefa Lucia Louise van Rijckevorsel, geboren te Boxmeer op 26 maart 1938.

                  - Maria Christina Reinalda Heerkens, voert de titel van Wellestrijpe, St. Elisabethspolder, Altekleen en de vijf Gorzenvrouwe in Melissant, Noorderschorre, dochter van Johan Nicolaas Joseph Heerkens en Aleida Gijsberta van der Kun, geboren te Zwolle op 16 september 1842, overleden (72 jaar oud) te Amsterdam op 30 maart 1915. Zij huwt te Zwolle op 2 juni 1869 met Jan George Maria Hanlo, zoon van Anthonius Zacharias Hanlo (raadsheer en lid Hoge Raad) en Julia Francisca Johanna ten Sande, geboren te Amsterdam op 11 april 1831, geneesheer te Amsterdam, overleden (66 jaar oud) te Amsterdam op 21 april 1897. Uit dit huwelijk: 
                    - Johanna Alphonsa Maria Hanlo, geboren te Amsterdam op 27 mei 1880, overleden (64 jaar oud) te 's Gravenhage op 18 april 1945, trouwt (resp. 28 en 31 jaar oud) te Amsterdam op 22 april 1909 met Willem Cornelis Joannes Josephus van Voorst tot Voorst, zoon van Jan Joseph Godfried van Voorst tot Voorst en Anna Margaretha Elisabeth Maria Cremers, geboren te Kampen op 14 juni 1877, notaris te ‘s-Gravenhage. lid Prov. en Gedep. Staten van ZH, overleden (70 jaar oud) te 's Gravenhage op 11 juli 1947. Uit dit huwelijk een dochter:
                      - Anna Aleida Cunegonda Maria van Voorst tot Voorst, vrouwe in Melissant, Noorderschorre, Wellestrijpe, St.-Elisabethspolder, Altekleen en de Vijf Gorzen (1914-2001), medewerkster van het Centraal Bureau voor Genealogie.

            - Joseph Nicolaas Diert van Leefdael, geboren te 's Gravenhage op 10 mei 1761, overleden (64 jaar oud) te 's Gravenhage op 20 februari 1826, trouwt (resp. 39 en ongeveer 36 jaar oud) te Warmond op 15 juli 1800, kerkelijk huwelijk te Sassenheim met Maria Catharina Cousebant van Waspik, dochter van Floris Justus Franciscus Cousebant van Alkemade en Elisabeth Julia Jacoba van Wassenaer-Warmond, geboren te Warmond op het huis Oud-Alkemade, gedoopt te Sassenheim op 25 juni 1764 (getuigen: Jacob A. van Wassenar en Maria C. Versijden Van Varick), overleden (ongeveer 76 jaar oud) te 's Gravenhage als laatste uit de Hollandse tak van haar geslacht op 17 december 1840. Uit dit huwelijk geen kinderen.
            - Petronella Cornelia Diert, geboren te 's Gravenhage op 31 mei 1765, overleden (40 jaar oud) te Amsterdam op 27 april 1806, begraven te Amsterdam in de Oude Kerk op 1 mei 1806, ondertrouw (resp. 18 en ongeveer 31 jaar oud) te Amsterdam op 28 mei 1784/Pui, trouwt te Amsterdam met Franciscus Hovius, zoon van Jacobus Hovius en Clasina Thijm, gedoopt te Amsterdam Begijnhofkerk op 24 augustus 1753, overleden (ongeveer 60 jaar oud) te Amsterdam op 6 juli 1813.
              - Gerardus Nicolaas Hovius, geboren in juli 1789, gedoopt te Amsterdam in de kerk aan het Begijnenhof op 6 juli 1789 (getuigen: Nicolaas Diert en Johanna Francisca de Roy), overleden (60 jaar oud) te Bussum op 15 mei 1850, trouwt (resp. 26 en ongeveer 26 jaar oud) te Nieuwer Amstel op 28 april 1816  met Geertruyda van Lammeren, dochter van Joseph van Lammeren en Geertje Turkenburg, geboren te Nes a/d Amstel in 1790, gedoopt te Nieuwer Amstel op 27 januari 1790 in de rk-kerk aan de Nes.
                - Josephus Franciscus Hovius, geboren te Ouder Amstel op 30 september 1816, overleden (32 jaar oud) te Amsterdam op 14 augustus 1849, trouwt (resp. 23 en 25 jaar oud) te Nieuwer Amstel op 19 oktober 1839, kerkelijk huwelijk te Nes op 20 oktober 1839 met Elisabeth Maria de Leeuw, dochter van Nicolaas de Leeuw en Magdalena Gerrits Visser, geboren te Jisp op 24 december 1813, overleden (60 jaar oud) te Amsterdam op 18 juni 1874. 
                  - Maria Elisabeth Hovius, geboren te Amsterdam op 3 december 1848, overleden (59 jaar oud) te Amsterdam op 21 februari 1908. trouwt (resp. 27 en 23 jaar oud) (Burgerlijke Stand) te Amsterdam op 28 september 1876 met Johannes Marinus van Meegeren, zoon van Johannes Willem Frederik van Meegeren en Johanna Maria Kremer, geboren te Zwolle op 18 april 1853, overleden (69 jaar oud) te Amsterdam op 29 oktober 1922. Uit dit huwelijk o.a.:
                    - Johannes Willem Frederik van Meegeren, geboren te Amsterdam op 19 mei 1878, leraar wiskunde tevens gedurende 12 jaar voorzitter van de Bond voor Grote Gezinnen, overleden (90 jaar oud) te Maastricht op 4 juni 1968, trouwt (resp. 31 en 28 jaar oud) te Amsterdam op 31 maart 1910 met Maria Louisa Beck, dochter van Peter Andreas Beck en Anna Josephina Berg, geboren te Amsterdam op 8 mei 1881, overleden (96 jaar oud) te Maastricht  op 3 augustus 1977. Uit dit huwelijk 7 kinderen Van Meegeren.
                    - Maria Elisabeth Johanna Marie van Meegeren, geboren te Amsterdam op 1 maart 1882, overleden (55 jaar oud) te Utrecht op 11 januari 1938, trouwt (resp. 28 en 33 jaar oud) te Amsterdam op 6 september 1910 met Adrianus Matthijs Vreeswijk, zoon van Daniël Vreeswijk en Maria Moons, geboren te Zegveld op 24 september 1876, overleden (47 jaar oud) te Utrecht op 13 augustus 1924. Uit dit huwelijk 10 kinderen Vreeswijk.
                    - Augusta Louisa Henriëtte van Meegeren, geboren te Amsterdam op 29 augustus 1885, overleden (71 jaar oud) te Utrecht op 2 juli 1957, trouwt (resp. 25 en 27 jaar oud) te Amsterdam op 6 september 1910 met Hermanus Johannes Josephus Wessels, zoon van Wouterus Bernardus Johannes Wessels en Johanna Maria Wiemers, geboren te Amsterdam op 19 maart 1883, fabrikant in chemicaliën, overleden (44 jaar oud) te New York USA op 19 januari 1928. Uit dit huwelijk een zoon Herman Wessels.

              - Maria Elisabeth Louisa Hovius, geboren te Amsterdam in 1806, gedoopt te Amsterdam Begijnhofkerk op 23 april 1806, lid van het college van regenten van het hofje van Nieuwkoop en tevens regentes van de Schiefbaan-Hovius Stichting te 's-Gravenhage, overleden (ongeveer 77 jaar oud) te 's Gravenhage op 20 oktober 1883, trouwt (resp. ongeveer 25 en ongeveer 33 jaar oud) te 's Gravenhage op 3 augustus 1831  met Cornelis Johannes Schiefbaan, zoon van Johan Anthonie Schiefbaan (notaris/advocaat) en Maria Catharina de Graaff, geboren te 's Gravenhage circa 1798, overleden (ongeveer 78 jaar oud) te 's Gravenhage  op 14 mei 1876.

            - Jacobus Petrus Yvo Diert van Melissant, gedoopt te 's Gravenhage op 13 januari 1774, rechter rechtbank en Hoge Raad te Den Haag tevens regent van het Hofje van Hoogelande te Den Haag gedurende de periode 1818-1847, overleden (ongeveer 73 jaar oud) te 's Gravenhage op 17 oktober 1847. Hij trouwt (resp. ongeveer 47 en ongeveer 37 jaar oud) (1) te Zwolle op 1 maart 1821 met Clara Elisabeth Helmich, dochter van Michael Helmich en Joanna Maria van Grootvelt, gedoopt te Zwolle op 24 september 1783, overleden (ongeveer 53 jaar oud) te 's Gravenhage op 15 september 1837. Uit dit huwelijk zijn 4 kinderen geboren.  Hij trouwt (resp. ongeveer 65 en 39 jaar oud) (2) te 's Gravenhage op 3 juli 1839 met Elisabeth Maria Gertruda Frederica van Lamsweerde, dochter van Gerhard Willem Joseph van Lamsweerde, geboren te Zutphen op 4 januari 1800, overleden (65 jaar oud) te Arnhem op 7 mei 1865. Uit zijn laatste huwelijk geen kinderen bekend. Uit zijn eerste huwelijk:
              - Josephus Wilhelmus Petrus Diert van Melissant, geboren te 's Gravenhage op 29 maart 1828, overleden (62 jaar oud) aldaar op 23 mei 1890, trouwt (resp. 24 en 23 jaar oud) te 's Gravenhage op 29 april 1852 (getuigen: Joan Nicolaas Joseph Heerkens; Carel Jan Christiaan Hendrik van Nispen tot Sevenaar, Bernard Joseph Balthasar van Sonsbeeck, Paul Willem Hendrik van Sonsbeeck) met Henriëtte Josephine Caroline van Sonsbeeck, dochter van Herman van Sonsbeeck (Minister van Buitenlandse Zaken) en Paulina Elisabeth Bosch van Drakenstein, geboren te Zwolle op 1 maart 1829, overleden (66 jaar oud) te 's Gravenhage op 6 juni 1895. Uit dit huwelijk 4 kinderen, waaronder:
                - Rogier Carel Willem Yvo Diert van Melissant (1854-1885), advocaat.
                - Clara Johanna Josephina Maria Diert van Melissant (1858-1902), laatste van het adellijke geslacht Diert, geestelijke zuster.
                - Herman Joseph Frederik Jacob Diert van Melissant, vrijheer van Hoogmade (1862-1891)

              - Rogier Michael Franciscus Diert van Melissant (1824-1854), advocaat.
              - Paulina Petronella Johanna Diert van Melissant, geboren te 's Gravenhage op 3 oktober 1827, overleden (25 jaar oud) te Arnhem op 19 november 1852, trouwt (resp. 23 en 26 jaar oud) te 's Gravenhage op 6 augustus 1851 (getuige o.a.: Gustaaf Hugenius Gijsbert Constant Karel Dommer van Polderveldt, en Herman van Sonsbeek, minister van buitenlandse zaken) met Carel Jan Christiaan Hendrik van Nispen tot Sevenaer, zoon van Jan Antoon Christiaan Arnold van Nispen tot Sevenaer en Isabella Elisabeth Josepha Hövell van Swanenburg, geboren te Zevenaar op 28 augustus 1824, advocaat, overleden (59 jaar oud) te Arnhem op 3 april 1884.

          - Theodorus Christophorus Josephus Diert, gedoopt te 's Gravenhage op 25 april 1727, auditeur in de Rekenkamer van de Keizerlijke Majesteit te Brussel, overleden (ongeveer 31 jaar oud) te Brussel op 10 april 1759, begraven in de kerk van Notre-Dame de la Chapelle, trouwt (resp. ongeveer 27 en 30 jaar oud) op 14 mei 1754 met Johanna Florentia van Campen "vrouwe van Kerkwerve", dochter van Johan van Campen en Cornelia Maria Ouderogge, geboren op 18 juli 1723, overleden (88 jaar oud) te Brussel op 7 april 1812, begraven te Neder Heembeek [België]. Uit dit huwelijk 2 kinderen, waaronder:
            - Johannes Gerardus Diert, heer van Kerkwerve,  geboren te Brussel op 7 januari 1759, overleden (69 jaar oud) te Brussel op 28 januari 1828. Hij huwt (resp. 32 en ongeveer 21 jaar oud) op 17 mei 1791 met Maria Barbara Ghislaine Osy de Zegwaert, dochter van Cornelis Joseph Osy en Johanna Barbara Antoinette Cornelissen van Schooten, gedoopt te Rotterdam in de Leeuwenstraat, op 22 februari 1770, overleden (ongeveer 74 jaar oud) te Brussel  Uit dit huwelijk 7 kinderen, waaronder:
              - Theodorus Josephus Franciscus Diert (1799-1862), opteerde voor de Belgische nationaliteit en ging dus tot de Belgische adel behoren. Hij huwde Joanna Paula de Pret, dochter van Philips Antoon Joseph de Pret de Terveken en Justine Caroline Maria van Ertborn, geboren in 1808, overleden (ongeveer 71 jaar oud) in 1879. Hij kwam in het bezit van Kasteel Hemiksemhof[2] en was burgemeester van Hemiksem (1839 - 1846).
              - Marie Therèse Pauline Ghislaine Diert de Kerkwerve, geboren te Brussel op 3 mei 1806, overleden (26 jaar oud) te Rome op 21 januari 1833, begraven vermoedelijk te Neder Heembeek, trouwt (resp. 19 en 31 jaar oud) te Brussel op 25 januari 1826 met Joseph Louis Alexandre Osy van Zegwaard, zoon van Corneille Baudouin Gislain Osy (heer van Zegwaard en Palenstein) en Isabelle Maria Francoise Gislaine Osy, geboren te Rotterdam op 23 mei 1794, overleden (67 jaar oud) te Brussel. Uit dit huwelijk 2 zonen: Antoine Osy, geboren te Rotterdam ` 6 december 1828, en Jean Marie Ghislain Osy de Zegwaart, geboren te Rotterdam op 6 december 1827, overleden (73 jaar oud) te Nice [Frankrijk] op 5 maart 1901].
              - Sophie Isabelle Louise Ghislaine Diert dit de Kerkwerve, laatste van de Belgische tak, geboren te Brussel op 13 augustus 1808, overleden (62 jaar oud) aldaar op 16 maart 1871, trouwt (resp. 21 en 31 jaar oud) te Brussel op 20 april 1830 met Jacques Louis Joseph Jean de Wijkerslooth de Royesteyn, zoon van Franciscus Johannes Nicolaas de Wijkerslooth (luitenant) en Maria Elisabeth Roest van Alkemade, geboren te Bloemendaal op 14 augustus 1798, in militaire dienst (cavalerie), overleden (89 jaar oud) te Brussel op 30 juli 1888

          - Petronella Johanna Diert, geboren te 's Gravenhage op 9 december 1734, overleden (72 jaar oud) te Elten (D) op 1 februari 1807, trouwt (resp. 18 en 23 jaar oud) te 's Gravenhage op 20 oktober 1753, kerkelijk huwelijk aldaar op 16 oktober 1753 'in facie Ecclesia', volgens het trouwboek van de R.K. Kerk in de Oude Molstraat te Den Haag met Cornelis Paulus Hoynck van Papendrecht, zoon van Reinier Bernardus Hoynck van Papendrecht (advocaat te Den Haag) en Maria Debora de Moy, geboren te 's Gravenhage op 30 september 1730,  overleden (75 jaar oud) te Elten (D) op 11 september 1806. Uit dit huwelijk zijn geen kinderen bekend.